# Liste der Naturschutzgebiete im Kreis Steinburg
Im Kreis Steinburg gibt es acht Naturschutzgebiete.
| Name des Gebietes                        | Bild           | Kennung | WDPA      | Landkreis / Stadt                | Beschreibung / Bemerkungen | Standort | Fläche in Hektar | Datum der Verordnung |
| ---------------------------------------- | -------------- | ------- | --------- | -------------------------------- | -------------------------- | -------- | ---------------- | -------------------- |
| Baggerkuhle Gribbohm                     | weitere Bilder | 123     | 162325    | Kreis Steinburg                  |                            | Position | 19               | 23.12.1986           |
| Baggersee Hohenfelde                     | weitere Bilder | 111     | 162327    | Kreis Steinburg                  |                            | Position | 22               | 23.12.1985           |
| Binnendünen Nordoe                       | weitere Bilder | 207     | 555560770 | Kreis Steinburg                  |                            | Position | 407              | 06.03.2013           |
| Elbinsel Pagensand                       | weitere Bilder | 163     | 162915    | Kreis Pinneberg, Kreis Steinburg |                            | Position | 520              | 09.05.1997           |
| Heideflächen bei Kellinghusen            | weitere Bilder | 22      | 81848     | Kreis Steinburg                  |                            | Position | 16               | 02.03.1938           |
| Herrenmoor bei Kleve                     | weitere Bilder | 19      | 81872     | Kreis Steinburg                  |                            | Position | 215              | 19.12.1995           |
| Reher Kratt                              |                | 18      | 82379     | Kreis Steinburg                  |                            | Position | 16               | 31.01.1938           |
| Rhinplate und Elbufer südlich Glückstadt | weitere Bilder | 164     | 318985    | Kreis Steinburg                  |                            | Position | 460              | 05.12.2000           |

## Quelle
- www.schleswig-holstein.de,Liste Naturschutzgebiete (Version vom Januar 2016)
- Common Database on Designated Areas Datenbank, Version 14